# Choral Public Domain Library
Choral Public Domain Library (CPDL) (en català, Biblioteca Coral de Domini Públic) és un arxiu de partitures centrat en la música coral i vocal que està en domini públic.
El lloc web CPDL.org aparegué el desembre de 1998 impulsat per Rafael Ornes. El 2005 CPDL fou traslladat al format wiki i ara es coneix també com ChoralWiki. Pel juliol de 2008 Ornes va decidir abandonar el lloc d'administrador i va deixar les tasques operacionals a càrrec d'un grup d'administradors de la web. Durant aquest procés es va nomenar un comitè i es van crear grups per estudiar les necessitats de l'organització en diverses àrees: Gestió i Administració, Tecnologies de la Informació, Drets d'autor, Manteniment i millora, i Interacció amb els usuaris); també en la qüestió de com definir el desenvolupament futur en cadascuna d'aquestes àrees. Se segueix treballant per aconseguir aquests objectius però alguns resultats són ja palpables.
El format wiki, a més de les partitures –que són fàcilment accessibles i es poden descarregar des de la CPDL–, fa més fàcil per als usuaris obtenir informació afegida:
- Textos originals, les seves fonts i traduccions.
- Índexs creuats de música coral segons els criteris de gènere musical, període i nombre de veus.
- Informació sobre el compositor.
- Descripció i consideracions sobre la interpretació que es poden incloure sobre les obres.
- Continguts de col·leccions de música coral.

## Altres projectes de música de domini públic
- Werner Icking Music Archive
- International Music Score Library Project
- Projecte Mutopia